# الوطية (رصد)

تعديل مصدري - تعديل

الوطيه هي إحدى قرى عزلة القارة بمديرية رصد التابعة لمحافظة أبين، بلغ تعداد سكانها 75 نسمة حسب تعداد اليمن لعام 2004.